# Chevrolet Suburban
Le Chevrolet Suburban sono una serie di automobili prodotte in dodici generazioni dalla casa statunitense Chevrolet a partire dal 1935. Nata come un modello di station wagon, la Suburban è poi evoluta fino a diventare un SUV di grandi dimensioni, categoria di cui è considerata la progenitrice.

## Contesto
È un veicolo tradizionale degli Stati Uniti: molto grande, spazioso (3 file di sedili per 8 posti), adatto ai lunghi viaggi anche tirando rimorchi o caravan senza grande sforzo, grazie al motore V8. Per queste qualità il Suburban ha occupato una buona posizione in numero di esemplari prodotti per la casa GM, ed è stata apprezzata anche per il poco deprezzamento che subisce l'usato. In Brasile dal Suburban è stato derivato il Chevrolet Veraneio, prodotto dal 1964 al 1994; negli Stati Uniti da questo modello sono stati derivati altri SUV, come il Cadillac Escalade ed il GMC Yukon, veicoli con caratteristiche molto simili. Inoltre, il Suburban, tra il 1937 e il 1999 è stato venduto anche con marchio GMC e dal 2000 sempre con tale marchio come GMC Yukon XL, identificato come una versione a passo lungo del GMC Yukon stesso, rimarchiatura del Chevrolet Tahoe.